# Khát vọng tuổi trẻ
"Khát vọng tuổi trẻ" là một bài hát được sáng tác bởi nhạc sĩ Vũ Hoàng trong những năm 1990 sau khi ông tham gia các phong trào thanh niên tình nguyện thuộc Thành đoàn Thành phố Hồ Chí Minh. Bài hát được lấy cảm hứng từ bài phát biểu của Chủ tịch Hồ Chí Minh tại Trường Đại học Nhân dân Việt Nam vào ngày 19 tháng 1 năm 1955. Ca khúc đã trở nên phổ biến trong đại dịch COVID-19 trong công cuộc kêu gọi sự tình nguyện của tuổi trẻ trong công tác phòng, chống dịch. Năm 2024, vào lúc kỷ niệm 49 năm thống nhất đất nước ca khúc cũng lại trở nên phổ biến bởi thế hệ Z khi thực hiện thử thách "biến hình" trên TikTok.

## Sáng tác
Vào năm 1997, nhạc sĩ Vũ Hoàng đã tham gia sinh hoạt tại Thành đoàn Thành phố Hồ Chí Minh theo giới thiệu của Hội Âm nhạc Thành phố Hồ Chí Minh. Trong quá trình sinh hoạt, ông đã tham gia nhiều phong trào tình nguyện ở trên địa bàn thành phố như Củ Chi, Bình Chánh, Cần Giờ... với nhiều sinh viên, thanh niên xung phong. Sau khi đọc qua bài viết "Trích lời phát biểu của Bác tại buổi khai mạc Trường Đại học Nhân dân Việt Nam" diễn ra vào ngày 19 tháng 1 năm 1955, ông đã lấy đây làm cảm hứng để viết nên phần điệp khúc của mình. Trong bài viết có đoạn Chủ tịch Hồ Chí Minh đã phát biểu, "Nhiệm của thanh niên không phải là hỏi nước nhà đã cho mình những gì, mà phải tự hỏi mình đã làm gì cho nước nhà? Mình phải làm thế nào cho ích lợi nước nhà nhiều hơn? Mình đã vì lợi ích nước nhà mà hy sinh phấn đấu chừng nào?". Theo nhạc sĩ, các ý trong bài hát đã được rút gọn nhất mà vẫn giữ nguyên được nguyên ý của Chủ tịch Hồ Chí Minh.

## Đón nhận

### Đánh giá
Theo Tuổi Trẻ, ca khúc sẽ truyền cảm hứng và khơi gợi tinh thần cho thanh niên sống phải có lý tưởng và yêu thương những người xung quanh. Báo Hải Dương cho rằng ca khúc đã cho người nghe những rung cảm đẹp hay niềm tự hào của những người thanh niên dành cho đất nước. Tờ báo cũng khẳng định ca khúc "mãi mãi là bài ca đi cùng năm tháng" nhằm "khơi dậy sức thanh xuân" của thế hệ trẻ. Báo Quân khu 7 cũng đưa ra những đánh giá tương tự và cho rằng điệp khúc của bài hát chính là "lời nhắc nhở phương châm sống của tuổi trẻ đối với Tổ quốc". Cổng thông tin điện tử Hà Nam đánh giá ca khúc mang âm hưởng hào hùng, cởi mở, ngẫu hứng trong loạt các tác phẩm hành khúc diễn ra trong thời kỳ Đổi Mới. Ngoài ra, ca khúc cũng đặt vấn đề trọng tâm với "khát vọng, trách nhiệm" và cống hiến của tuổi trẻ.

### Ảnh hưởng văn hóa
Báo Bình Thuận đã trích dẫn phần điệp khúc của bài hát với đoạn "Đừng hỏi Tổ quốc đã làm gì cho ta mà hãy thử hỏi ta đã làm gì cho Tổ quốc hôm nay" và gọi đây đã trở thành lẽ sống của nhiều tầng lớp thanh niên tại Việt Nam. Trong các phong trào tình nguyện "Khát vọng tuổi trẻ" cũng được sử dụng cho mục đích tuyên truyền các phong trào của thanh niên. Vào lúc đại dịch COVID-19 diễn biến phức tạp tại Việt Nam, Tùng Dương đã trình bày lại ca khúc như một lời động viên và kêu gọi sự tình nguyện của tuổi trẻ trong công tác phòng, chống dịch. Tuy nhiên, đến năm 2024, trong dịp kỷ niệm 49 năm ngày thống nhất đất nước, bản trình bày của Tùng Dương đã được phối lại và trở nên nổi tiếng trên mạng xã hội TikTok. Nhiều người có sức ảnh hưởng đã tham gia các thử thách "biến hình" thành các nhân vật lịch sử trên nền nhạc "Khát vọng tuổi trẻ". Trong video thử thách, các nhân vật sẽ thường hóa trang thành bộ đội, thanh niên xung phong, bác sĩ, công an hay đoàn viên và tái hiện lại một số cuộc chiến tranh trong lịch sử Việt Nam. Hầu hết người tham gia thử thách đều là thế hệ Z.
Trước đó vào năm 2015, ca khúc "Khát vọng tuổi trẻ" cũng đã được nhạc sĩ Vũ Hoàng đưa vào "Tuyển tập nhạc thiếu nhi và thanh thiếu niên của nhạc sĩ Vũ Hoàng" do Nhà xuất bản Đà Nẵng phát hành.